# Stagione di college football 1891
La Stagione di college football 1891 fu la ventitreesima stagione di college football negli Stati Uniti.
La diffusione dello sport attraverso la nazione, continuò portando in campo per la prima volta trentaquattro scuole anche della costa occidentale e del sud degli Stati Uniti, tra cui importanti team che faranno la storia di questo sport: West Virginia, Stanford, Eastern Michigan, Georgia, Auburn, Akron, Tennessee.
Durante la stagione, vi furono due importanti fatti da segnalare: il 28 novembre, giorno del ringraziamento, ci fu il primo incontro tra Army e Navy che vide la vittoria dei primi per 32-16, e il medesimo giorno Yale sconfisse Princeton 19-0 nell'ultima gara disputata dall'end di Princeton Ralph Warren che subì un grave infortunio al collo e cadde in una forma di sofferenza mentale causata dall'infortunio e, pare, dalla notizia che Princeton aveva perso con Yale.
Secondo l'Official NCAA Division I Football Records Book, Yale chiuse imbattuta 13-0 e vinse il titolo IFA e quello di campione nazionale di quella stagione.
La Northern Intercollegiate Football Association vide la vittoria finale del Williams College, mentre la Indiana Intercollegiate Athletic Association fu ad appannaggio di Purdue.

## Conference e vincitori
| Conference                                        | Scuola                   | Conf. V-S-P  | Totale V-S-P |
| ------------------------------------------------- | ------------------------ | ------------ | ------------ |
| Intercollegiate Football Association              | Yale                     | 3 - 0        | 13 - 0       |
| Northeast Intercollegiate League                  | Williams College         | 3 - 0 - 1    | 9 - 3 - 1    |
| Indiana Intercollegiate Athletic Association      | Purdue                   | 4 - 0        | 4 - 0        |
| Colorado Football Association                     | Colorado School of Mines | (incompleto) | 5 - 1 - 1    |
| Pennsylvania Intercollegiate Football Association | Penn State               | 4 - 1        | 6 - 2        |

## College esordienti
- West Virginia Mountaineers football
- Stanford Cardinal football
- Eastern Michigan Eagles football
- Georgia Bulldogs football
- Auburn Tigers football
- Akron Zips football
- Tennessee Volunteers football